# Tunelový komplex Blanka

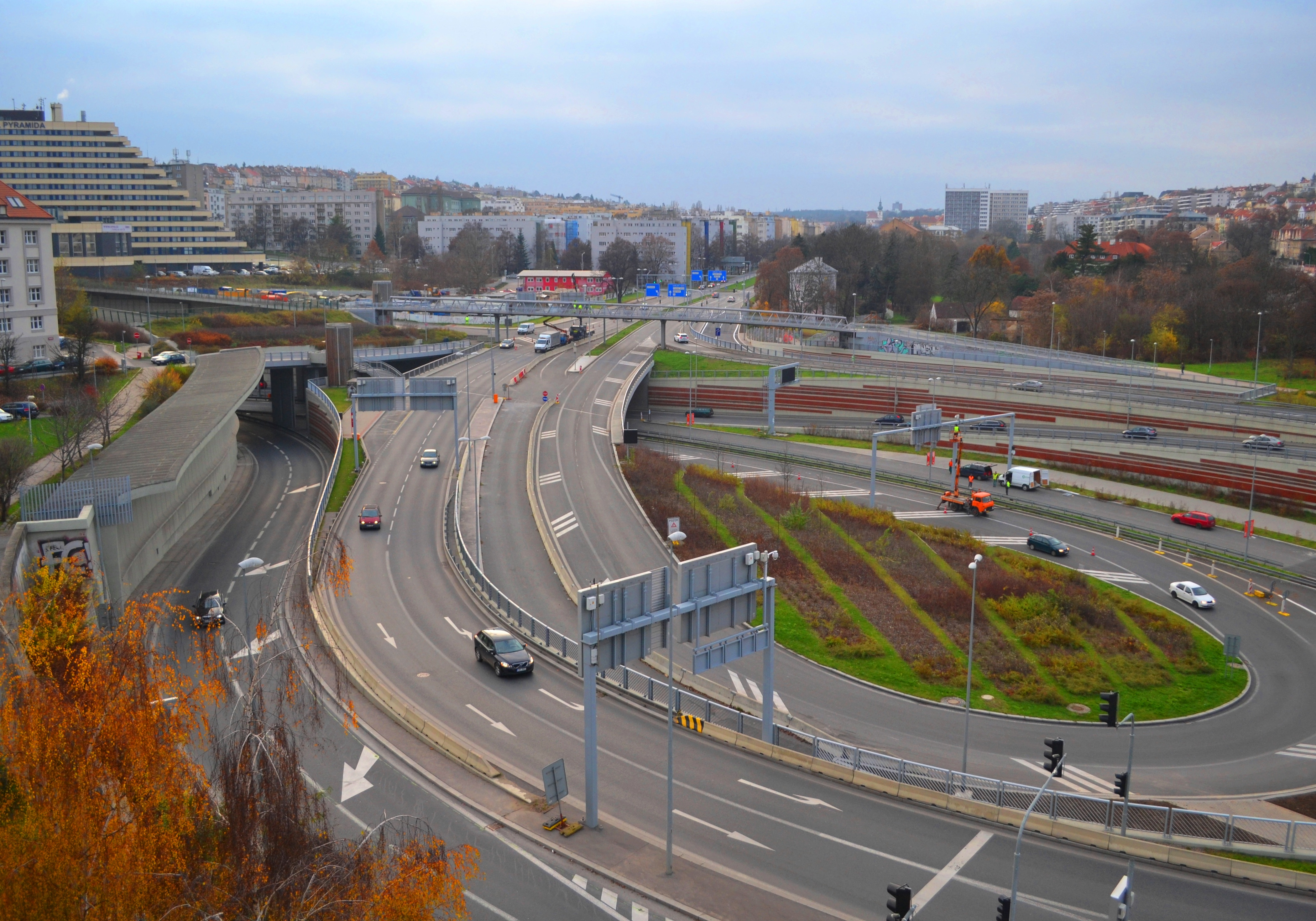
MÚK Malovanka u západního portálu TK Blanka

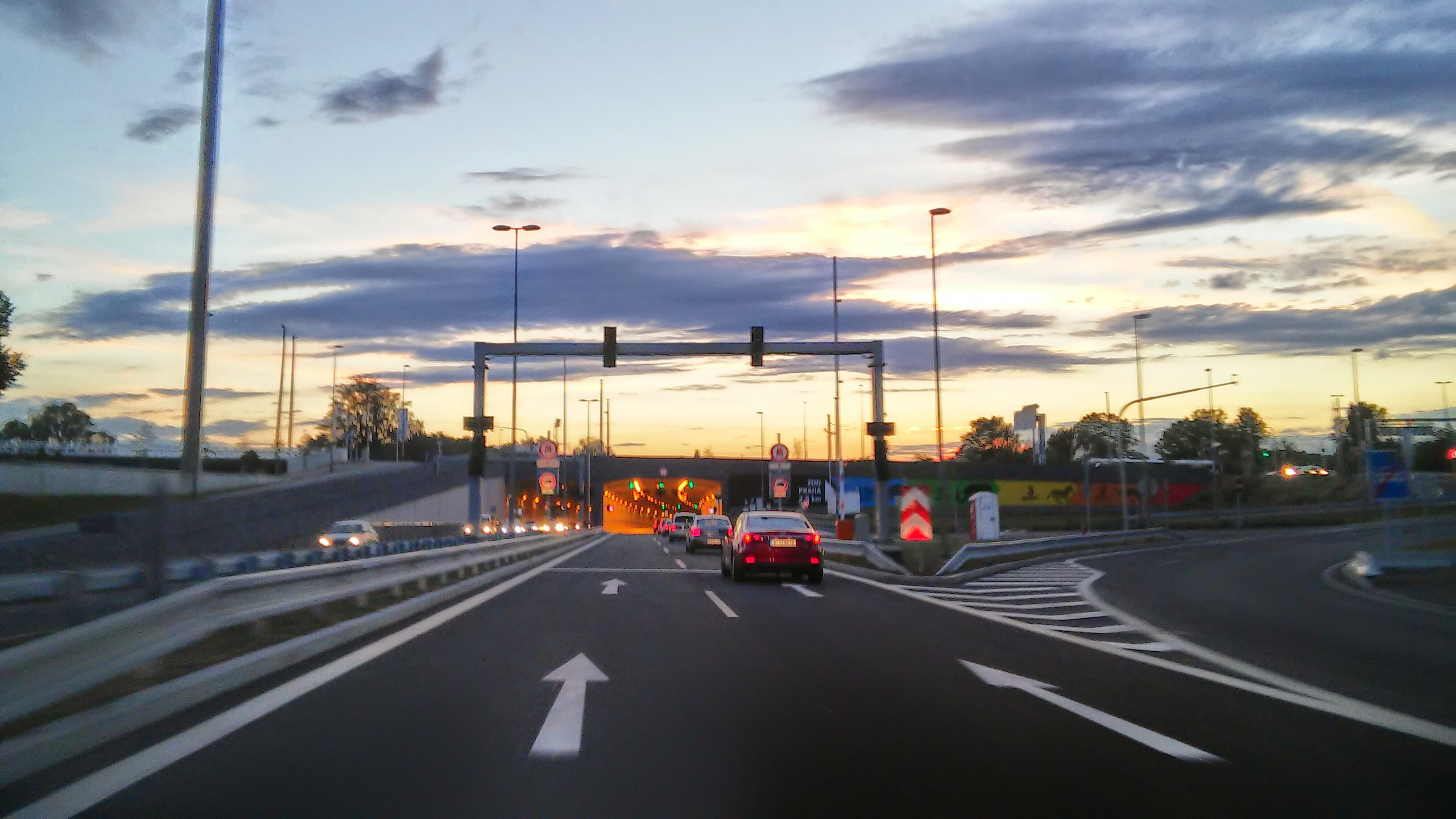
Vjezd do tunelového komplexu Blanka od Tróji

Tunelový komplex Blanka (ve zkratce TKB) je součást Městského okruhu v Praze mezi MÚK Malovanka a MÚK Pelc-Tyrolka. Tvoří jej na sebe navazující Brusnický tunel, Dejvický tunel a Bubenečský tunel, jejichž celková délka je 5 502 metrů, což v součtu činí z komplexu Blanky nejdelší silniční tunel v České republice a nejdelší městský tunel v Evropě.
Podle smlouvy podepsané v roce 2006 Pavlem Bémem z ODS měl tunel stát 17,2 miliard korun, k dokončení mělo dojít v roce 2011. Praha za Blanku nakonec zaplatila přes 43 miliard Kč a provoz tunelů byl spuštěn s velkým zpožděním – v roce 2015. Jde tak o nejdražší a největší projekt v dějinách Prahy. Kvůli nesplnění podmínky stavebního povolení (dokončení severozápadní části vnějšího okruhu Prahy) nemohla být stavba zkolaudována a formálně byla od roku 2015 ve zkušebním provozu. Ke kolaudaci došlo až v říjnu 2019 poté, co byla původní podmínka ze stavebního povolení vypuštěna. V lednu 2021 Městský soud v Praze zrušil kolaudaci úseku mezi Špejcharem a Pelc-Tyrolkou.

## Popis
Komplex se skládá ze tří základních částí:
- Brusnický tunel (tunel Brusnice; Malovanka – Prašný most) – celková délka úseku je 1 405 m, z toho je 550 m ražených tunelů.
- Dejvický tunel (tunel Dejvice; Prašný most – Letná) – celková délka úseku je 1 007 m.
- Bubenečský tunel (tunel Královská obora; Letná – Pelc-Tyrolka) – celková délka úseku je 3 090 m, z toho je 2 230 m ražených.

Mimoúrovňová křižovatka Malovanka na severním předportálí Strahovského tunelu nahradila provizorní úrovňovou křižovatku s Patočkovou ulicí a umožnila zároveň napojení Břevnovské radiály a tunelu Blanka. Od Malovanky vede Městský okruh tunelem pod Střešovicemi, další mimoúrovňové křížení je u Prašného mostu (ulice Svatovítská směrem k Vítěznému náměstí). Dále tunel pokračuje pod rozhraním Dejvic a Hradčan až na Letnou.
Mimoúrovňová křižovatka Letná se nachází poblíž ulice U Vorlíků. Dále Blanka pokračuje pod Stromovkou a pod Vltavou. U vyústění tunelu na mimoúrovňové křižovatce Pelc-Tyrolka se okruh kříží s novým Trojským mostem, který nahradil starý trojský tramvajový most.

## Historie

### Záměry a příprava
Vedení městského okruhu mezi Špejcharem a Argentinskou ulicí bylo od konce 70. let připravováno v koridoru železnice po okraji Stromovky. Již tehdy bylo proti tomuto řešení mnoho námitek. Po roce 1989 byla tato varianta opuštěna a hledáno nové řešení. Jako nevyhovující byla zavržena varianta úpravy stávajících komunikací. V roce 1993 byla ustanovena komise, která po roce doporučila k dalšímu posuzování a dopracování 3 varianty, nazvané podle katastru, jímž měly procházet:
- Hana (Holešovice): Hradčanská – Sparta – pod Holešovicemi – pod Vltavou
- Dana (Dejvice): Hradčanská – Evropská – Podbaba – podél Vltavy
- Blanka (Bubeneč): Hradčanská – Sparta – pod Stromovkou – pod Vltavou

Komise doporučila zapracovat do územního plánu variantu Dana a rezervu pro variantu Hana. Po dopracování byla však Dana zavrhnuta, mj. kvůli vedení podél Vltavy a tím složitou ochranou před velkou vodou. Varianty Blanka a Hana byly dále dopracovány a v roce 1996 definitivně vybrána varianta Blanka. V roce 1997 bylo započato s projektovou přípravou. V roce 2003 bylo vydáno územní rozhodnutí. O rok později se začala razit průzkumná štola.

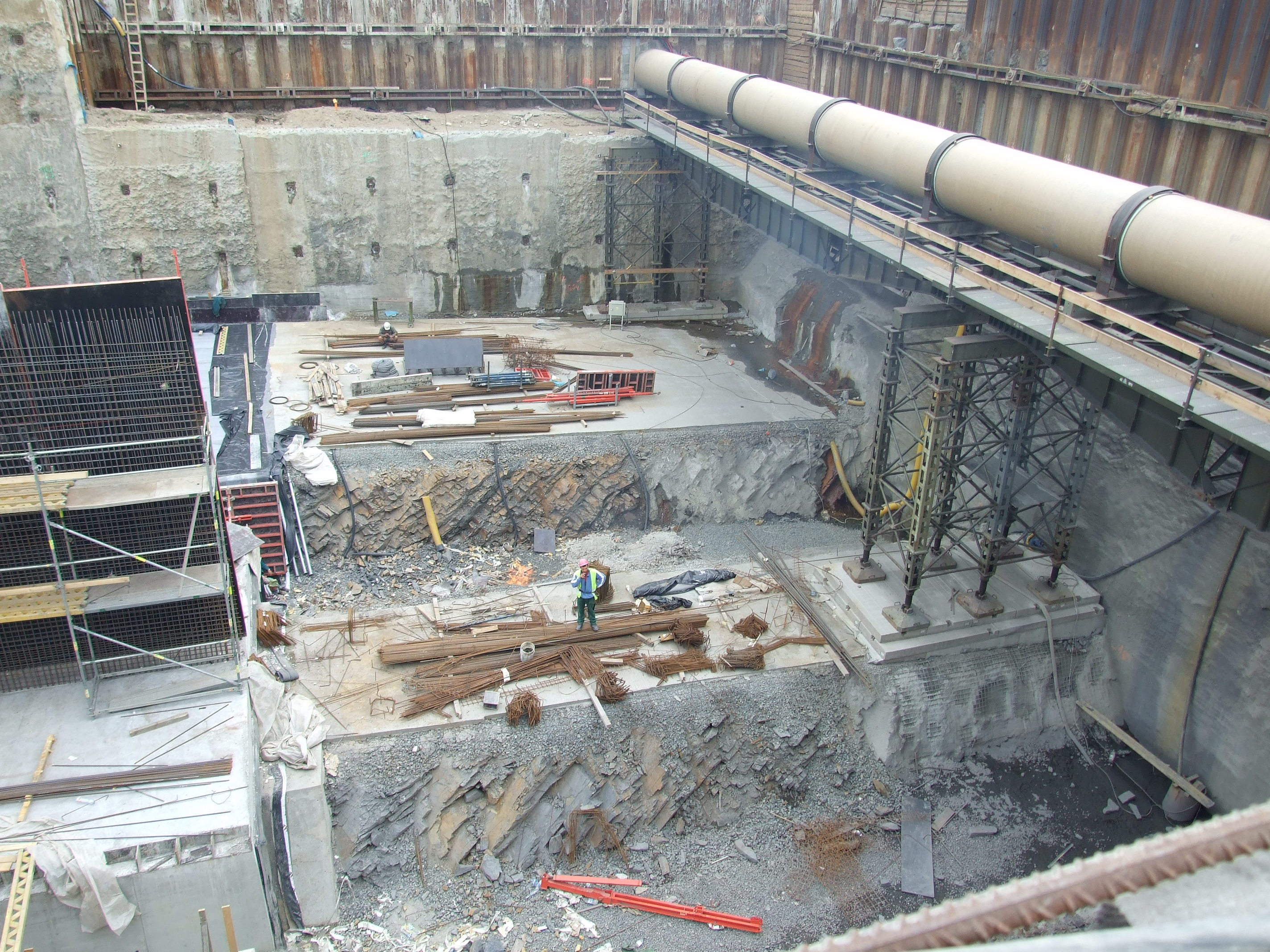
Práce na severním portálu na trojském břehu, zahloubení silniční komunikace pod úroveň řeky k oběma tunelovým troubám

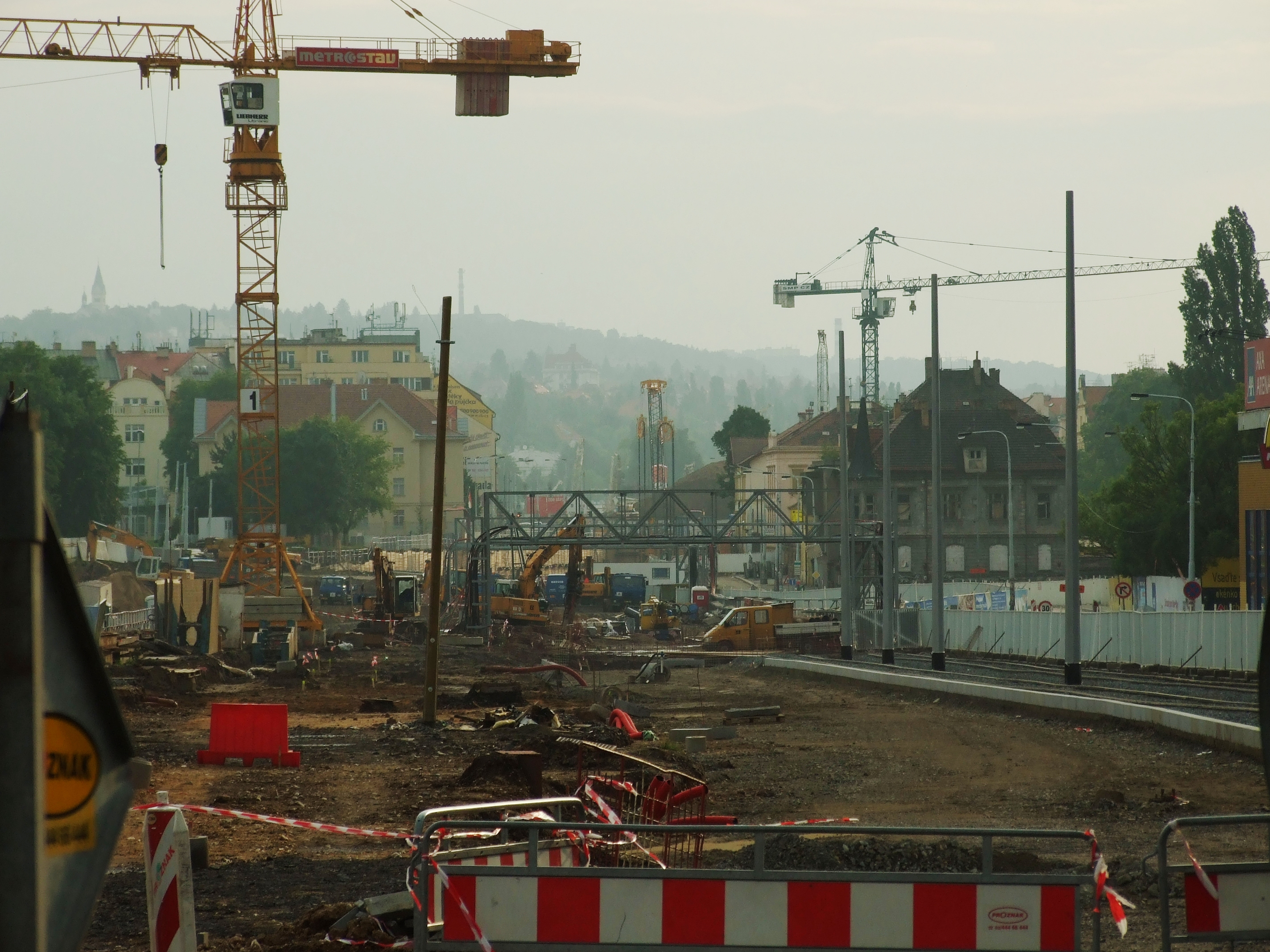
Stavební ruch na letenském konci tunelu

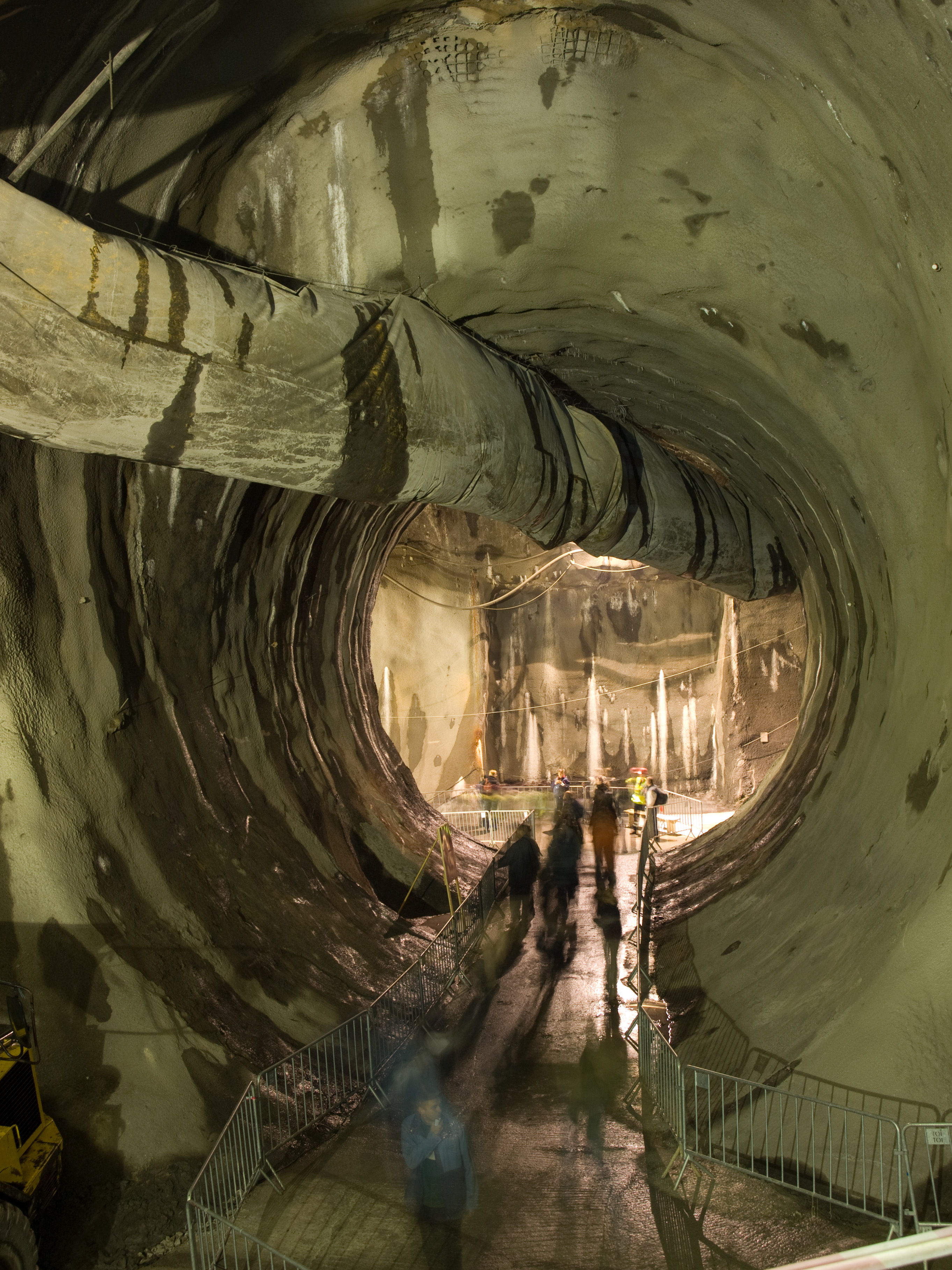
Průchod mezi strojovnou vzduchotechniky a severní tunelovou troubou

### Výstavba
Výstavba tunelu začala v roce 2007 (několikrát byla odložena z důvodu odvolání mnoha občanských sdružení) a vyžádala si velká dopravní omezení v některých částech Prahy 6 a Prahy 7. Celý úsek je financován rozpočtem hlavního města Prahy. Tunel měl být zprovozněn koncem roku 2012. Primátor Bohuslav Svoboda však vzhledem k problémům s financováním stavby posunul odhad termínu otevření na jaro 2014. Odhady skutečných nákladu ze září 2011 už dosahovaly 37,9 miliardy a ve spojitosti s výsledky auditu mezinárodní auditorské firmy White & Case se o tunelu Blanka hovořilo jako o ukázkovém případu propojení politiky a byznysu.
28. září 2010 uspořádal Metrostav na stavbě den otevřených dveří se třemi prohlídkovými trasami, návštěvníci mohli projít 3,5 km dlouhý úsek tunelu z Letné až do Troji. Metrostav napočítal přes 16 tisíc návštěvníků. Další den otevřených dveří se konal v sobotu 15. října 2011, kdy prohlídková trasa vedla severní tunelovou troubou z Letné přes Prašný most ke staveništi Myslbekova a zpět ke křižovatce Prašný most. Akci navštívilo téměř 20 tisíc lidí. 28. září 2012 byla pro veřejnost otevřena pětikilometrová trasa od křižovatky Prašný most do Troji a pak přes Trojský most, akci navštívilo přes 21 tisíc lidí.
2. dubna 2013 bylo oznámeno, že rada hlavního města Prahy schválila pro tři tunely, které jsou součástí komplexu, oficiální názvy Bubenečský tunel, Dejvický tunel a Brusnický tunel. Současně rozhodla i o pojmenování Trojského mostu.

### Spor a přerušení výstavby

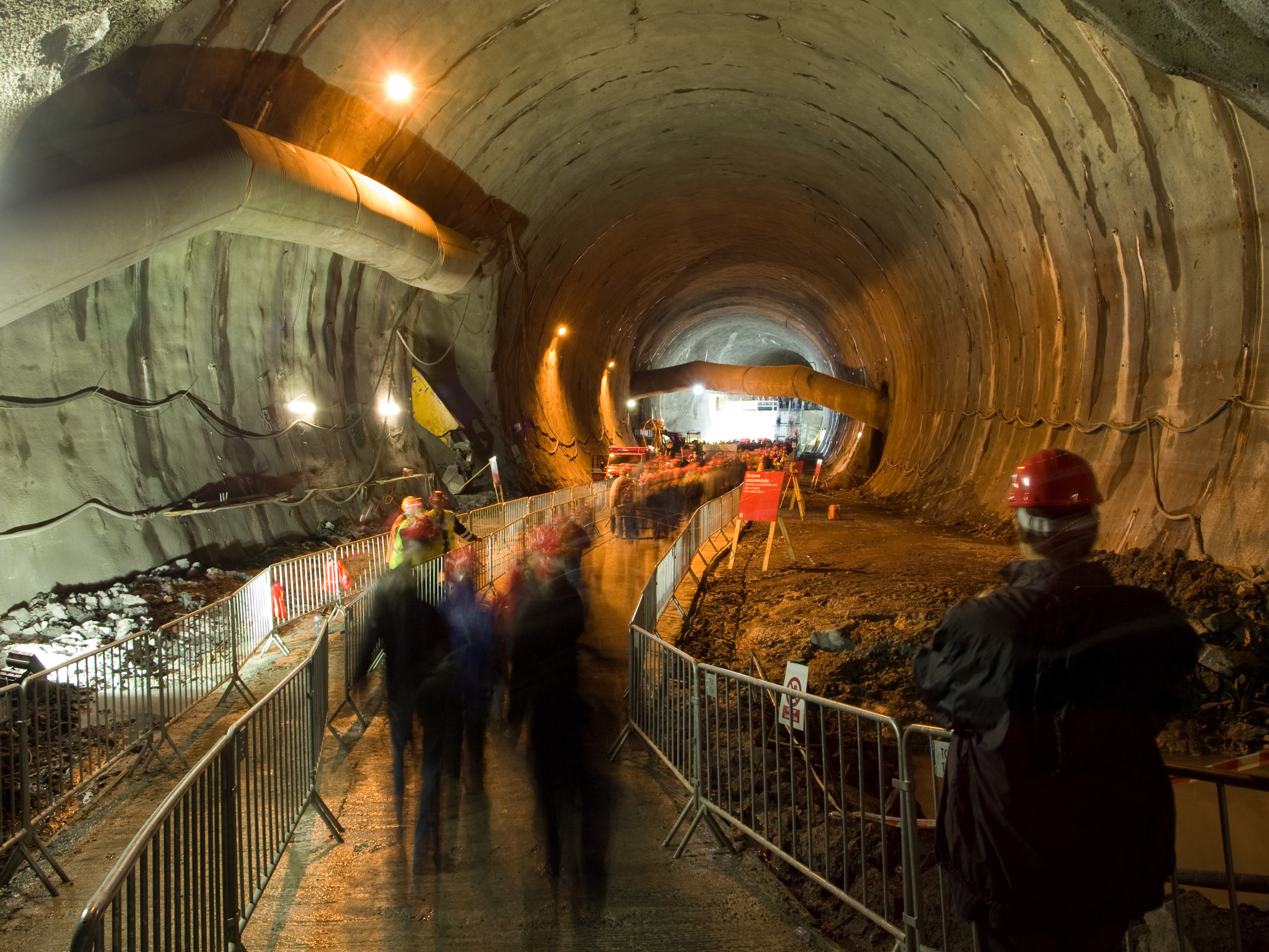
Strojovna vzduchotechniky pod ulicí Jana Zajíce

20. listopadu 2013 Metrostav oznámil, že k 7. prosinci 2013 kvůli dlouhodobému neplacení prací (dluh dosáhl 2,1 miliardy) a neschválení navržených změn ve stavební dokumentaci přerušil výstavbu; odvolán byl i tradiční den otevřených dveří, který byl plánován na 30. listopadu 2013. Nový pražský primátor Tomáš Hudeček několik hodin po tomto oznámení na mimořádném zasedání rady města na základě stanoviska magistrátního odboru kontroly prohlásil, že smlouva Prahy se společností Metrostav je nejspíše od počátku neplatná, protože smlouvu v roce 2006 údajně neprojednala a neschválila rada ani zastupitelstvo města. Neplatnost smlouvy primátor uvedl jako nový důvod neplacení pohledávek městem. Tento závěr mu prý potvrdily i dvě nejmenované „renomované advokátní kanceláře“. Záznam jednání rady města z 26. září 2006 zmiňuje, že rada pod vedením primátora Béma rozhodla o přidělení zakázky Metrostavu a zároveň nařídila investičnímu odboru, aby s ním uzavřel smlouvu. Primátor Bohuslav Svoboda přiznal, že již on nechal vypracovat analýzu smluv a politici o poznatcích kontrolního odboru věděli již několik měsíců.

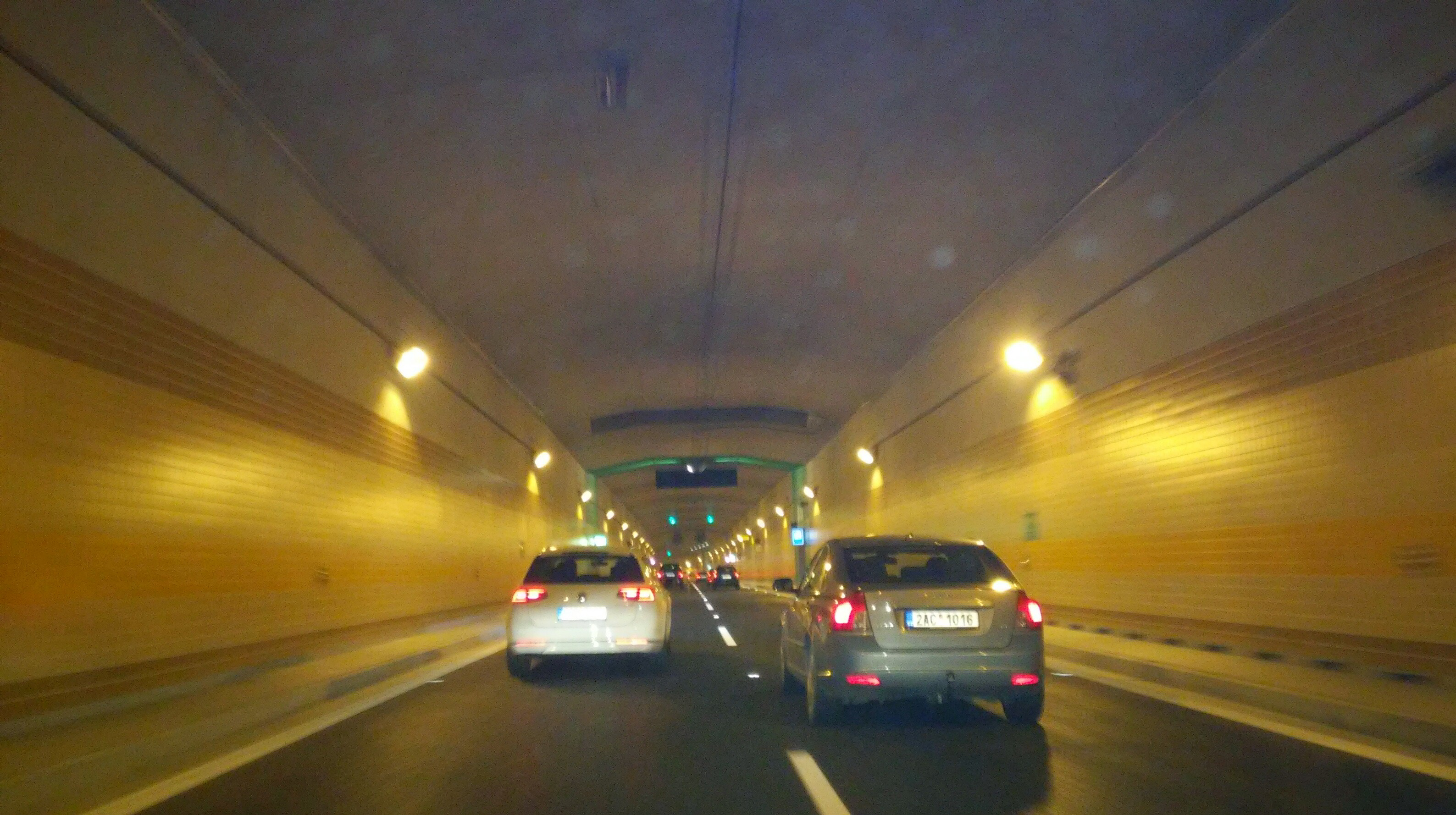
Brusnický tunel

Město údajně přestalo z práce platit proto, že českobudějovická expozitura Útvaru pro odhalování organizovaného zločinu se ve vztahu k usnesení rady města o takzvané kategorizaci faktur z prosince 2012 zabývala podezřením ze spáchání trestného činu porušení pravidel hospodářské soutěže a trestného činu porušení povinnosti při správě cizího majetku. V únoru 2014 začal Útvar pro odhalování korupce a finanční kriminality na základě trestního oznámení vyšetřovat naopak podzimní zastavení prací. Vzhledem k situaci, že dva policejní útvary zastávaly naprosto odlišné právní interpretace, požádal primátor Tomáš Hudeček ministryni spravedlnosti o jednání s Nejvyšším státním zastupitelstvím.
Právní posudky na smlouvě s ČKD Praha DIZ z roku 2007 neshledaly zásadní závady, a proto práce na technologické části tunelu pokračovaly dál. Rozdíl oproti smlouvě s Metrostavem spočíval v tom, že smlouva nezavazuje město k převzetí nemovitostí a proto nepodléhá souhlasu zastupitelstva.

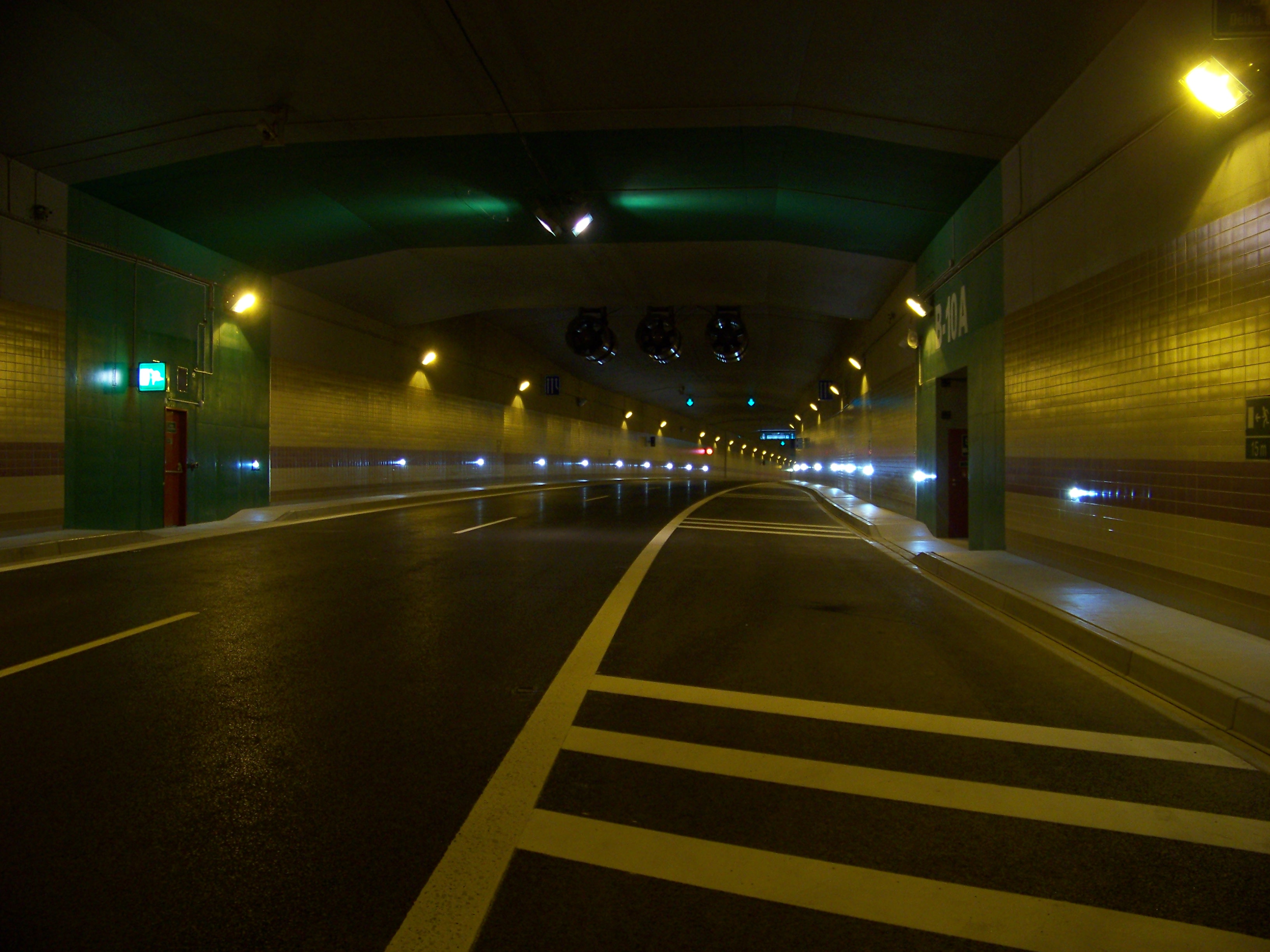
Bubenečský tunel, směr Dejvický tunel (2014)

Arbitráž mezi Metrostavem a Prahou byla zahájena 10. ledna 2014. Rozhodčímu senátu předsedala Alena Bányaiová, Metrostav v něm zastupoval Ladislav Vostárek, město Bohuslav Pavlík. Gabriel Talaga z advokátní kanceláře Vilímková, Dudák & Partners pro iHNed.cz 16. prosince 2013 tvrdil, že předběžné opatření, kterým by rozhodčí soud nařídil Metrostavu povinnost pokračovat ve stavbě, je v dané situaci krajně nepravděpodobné, až vyloučené. 24. ledna 2014 však rozhodčí soud nařídil Metrostavu do 60 dnů obnovit práce a městu povinnost za tyto nové práce (o objemu asi 50 miliónů Kč) zaplatit a zároveň vyjádřil, že předběžně považuje smlouvy za platné, ale bude je dále zkoumat. O dosavadním dluhu zatím nerozhodl. Primátor Hudeček vyjádřil nad rozhodnutím uspokojení, protože Praha podle něj chtěla Metrostavu zaplatit dluhy, ale neměla to jak legálně udělat a rozhodnutí arbitráže k tomu otevírá cestu. Na jednání 10. března 2014 si rozhodčí soud vyslechl důkazy předkládané oběma stranami, v čemž mají pokračovat na dalším jednání 1. dubna 2014. Na jednání 10. března strany zatím nepředložily vzájemný návrh. 17. dubna 2014 rozhodčí soud uznal smlouvy za platné, nařídil společnosti Metrostav dokončit do pěti měsíců stavbu tunelového komplexu Blanka a hlavnímu městu nařídil povinnost uhradit více než čtyři miliardy korun, z toho 2,7 miliardy do tří dnů od doručení rozsudku, dalších 1,34 miliardy v závislosti na postupu stavby. Metrostav zároveň rozšířil žalobu o další miliardu Kč, zahrnující platbu za budování Trojského mostu, o čemž má soud jednat 4. června 2014. Zastavení prací navýšilo náklady o více než půl miliardy Kč, vychází-li se z částky kolem 4 milionů za den prostoje. Primátor Hudeček v reakci na rozhodnutí soudu uvedl, že se ukázalo, že arbitráž je správnou cestou, protože ostatní varianty by znamenaly miliardové ztráty a otevření tunelu v nedohlednu.
Správce stavby, Inženýring dopravních staveb, v lednu 2014 žaloval město o dlužných 145 milionů Kč. Město mu již několik měsíců neplatilo, protože prý IDS chce víc, než bylo v původní smlouvě, a protože se práce na stavbě protahují, čímž narůstají náklady. Mediální zástupce IDS Pavel Kočiš uvedl, že IDS pracuje již druhým rokem de facto zadarmo a pokud se věc v řádu několika týdnů nerozhodne, může se stát, že odstoupí od smlouvy. IDS působí na stavbě jako stavební dozor a mimo jiné schvalovala některé problematické faktury Metrostavu a údajně zadávala některé vícepráce bez vědomí města. Náměstek primátora Jiří Nouza 24. dubna 2014 uvedl, že následující týden má rada města jednat o tom, zda vyvolá i o tomto dluhu rozhodčí řízení. Podle Nouzy byla arbitráž nejrychlejším způsobem, jak problémy vyřešit. Podle analýzy, kterou pro město provedla společnost White&Case, smlouva firmu IDS dostatečně nemotivovala, aby dohlížela na udržení ceny a na včasné dokončení díla, protože IDS dostávala odměny podle ceny stavby.
Stavební firma Metrostav od Prahy nedostala více než 2,1 miliardy korun za stavbu tunelového komplexu Blanka. Rozhodla se, že proto stavbu 7. prosince přeruší. Jenomže magistrát vzápětí přišel s tím, že celá smlouva, podle které se komplex tří silničních tunelů staví, je od počátku neplatná, podle primátora Tomáše Hudečka (TOP 09) ji neprojednala rada ani zastupitelstvo. Stavba podle něj nemůže pokračovat, ale město za ni také nemůže platit. Což se po roce ukázalo jako nepravda, protože soud vyhověl ve všech bodech Metrostavu. Smlouva tedy platná byla, město muselo zaplatit dlužnou částku a Metrostav musel dokončit stavební práce. Celý spor vyvolaný městem prodloužil otevření Blanky minimálně o rok.

### Termín otevření

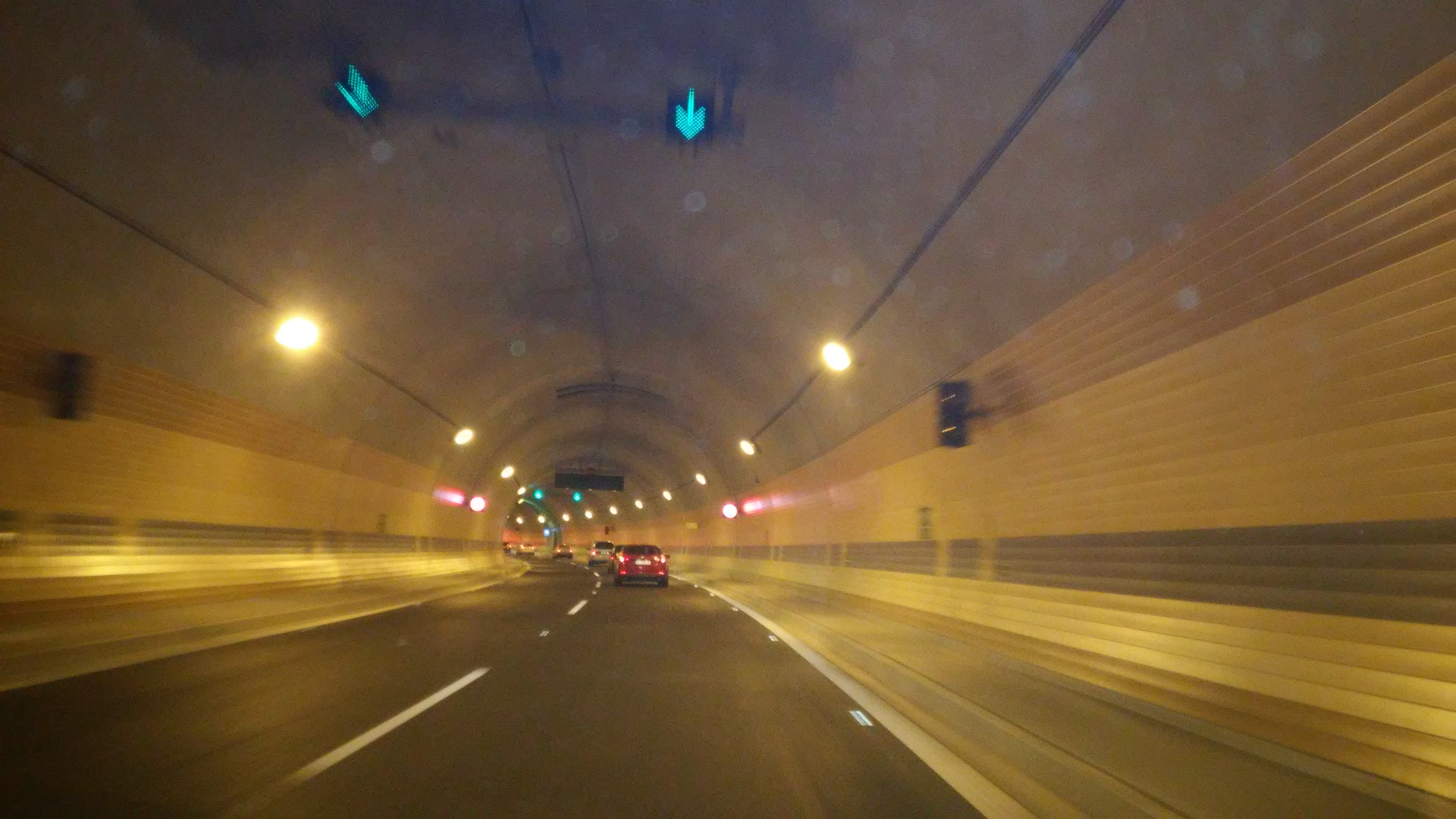
Dejvický tunel

Blanka se začala stavět v roce 2007 po více než dvanácti letech příprav a podle uzavřených smluv se měla otevřít ke konci roku 2011. První skluz ve výstavbě vznikl při složitém procesu získávání stavebních povolení a výkup pozemků. Dalším důvodem skluzu byla ekonomická krize v roce 2009, která způsobila to, že město neplatilo za odvedené práce dohodnuté částky a Metrostav tedy stavěl pomaleji. Firma IDS tehdy prodloužila plán výstavby o 13 měsíců, do prosince 2012.
Nejdelší skluz ve stavbě vznikl v listopadu 2013 prohlášením téměř dokončené Blanky „za černou stavbu“ primátorem Tomášem Hudečkem z TOP 09 a následné čekání na verdikt rozhodčího soudu. Ten v roce 2014 rozhodl, že smlouvy o stavbě tunelového komplexu jsou platné a nařídil společnosti Metrostav dokončit Blanku do pěti měsíců, tedy do konce září 2014, zatímco Praze nařídil této stavební firmě zaplatit dlužnou částku (čtyři miliardy korun). Z administrativních, ekonomických a právních důvodů se však výstavba nadále zpožďovala. 30. září 2014 náměstek primátora Jiří Nouza oznámil, že se Blanka otevře 2. prosince 2014. V listopadu 2014 mluvila kandidátka na primátorku Adriana Krnáčová z hnutí Ano o otevření Blanky v březnu 2015, ale podle Metrostavu se počítalo s dubnem 2015.
K oznámení o dalším zpoždění otevření Blanky došlo v únoru 2015, když se zjistilo, že z důvodu přívalových dešťů a dřívějších povodní musí dojít k výměně kabelů, které instalovala společnost ČKD Praha DIZ. Tím se otevření Blanky posunulo na 20. září 2015. V září 2015 pak náměstek primátorky Petr Dolínek oznámil, že bude Blanka otevřena o den dříve, a to v sobotu 19. září 2015 ve 14:00, což se také stalo.
Ve stavebním povolení vydaném cca v roce 2004 za primátora Pavla Béma byla uvedena podmínka, že tunelový komplex může být v plném provozu až po dokončení severozápadní část obchvatu, které však podle odhadů z roku 2015 bylo dosažitelné až po dalších nejméně deseti letech. Proto tunelový komplex nemohl být a nebyl zkolaudován. Město se rozhodlo podmínku obejít tím, že provoz je formálně „zkušební“. Exnáměstek primátora Jiří Nouza (TOP 09) se vyjádřil, že by bylo „zbytečné a zhýralé kvůli tomu tunel neotvírat“. V Česku již byly dopravní stavby, které několik let fungovaly ve „zkušebním provozu“. Poradce náměstka Petra Dolínka Petr Secký ohledně převzetí nezkolaudované stavby uvedl, že jde čistě o administrativní věc a pro běžný provoz aut by to nemělo nic znamenat. První rok zkušebního provozu obnášel nejrůznější zkoušky a testy nejen bezpečnostních technologií, jako jsou třeba čidla kouře, ale i toho, kolik emisí v komplexu vzniká. Komise měla výsledky zhruba dvakrát do měsíce vyhodnocovat a podle získaných údajů měly být systémy v tunelu upravovány. Po zbývající léta zkušebního provozu „již tak přísné kontroly nebudou nutné“. I po čtyřech letech od otevření byl provoz stále formálně zkušební a stavba nezkolaudovaná.
Ke kolaudaci došlo až v říjnu 2019 poté, co byla původní podmínka ze stavebního povolení vypuštěna. V lednu 2021 Městský soud v Praze na základě žaloby spolku Holešovičky pro lidi zrušil kolaudaci úseku mezi Špejcharem a Pelc-Tyrolkou, protože město nesplnilo podmínky stavebního povolení, například dokončení Pražského okruhu, a věc vrátil k novému vyřízení pražskému magistrátu.

### Veřejná hromadná doprava
Již od počátku výstavby bylo zvažováno také vedení autobusové linky tunelem Blanka.
Podle článku z listopadu 2013 radní pro dopravu Jiří Pařízek uvedl, že ihned s otevřením tunelu by jím mohla začít jezdit autobusová linka 180, která by tak vedla ze Zličína do Kbel, čímž by se dojezdová vzdálenost z Prahy 8 a 9 do Prahy 6 snížila o 20 minut (resp. na polovinu) a bylo by sníženo zatížení přestupní stanice Muzeum. Podle tehdejšího tvrzení Pavla Procházky, pověřeného řízením organizace ROPID, by měl být z taktických důvodů autobus zaveden ihned po zprovoznění tunelu
Před otevřením tunelu ROPID uvedl, že zavedení autobusové linky bude možné až po ukončení zhruba 4–5 měsíčního zkušebního provozu tunelu. Konkrétní návrhy linkového vedení nebyly v roce 2014 ještě připravovány, uvažovalo se o tangenciální lince, která by ze zastávky Vozovna Střešovice pokračovala přes stanici Hradčanská do Bubenečského tunelu a po výjezdu u Pelc-Tyrolky by pokračovala do severovýchodní části města.
V září 2015 mluvčí ROPIDu uvedl, že uvažovanou linku město zavede zřejmě až v průběhu příštího roku. Zavedení linky podporovala Strana zelených i sdružení Auto*mat. Diskutovalo se, zda tunelem vést některou ze stávajících autobusových linek, například prodlouženou linku 180, nebo zda zavést novou alternativní linku. Již tehdy Vratislav Filler ze spolku Auto*Mat uvedl, že proti autobusu v Blance paradoxně mluví to, že by se linka stala velmi atraktivní, a tudíž velmi drahou,, protože by město muselo navyšovat kapacity, stejně jako tomu bylo v případě linky 125, která jezdí po Jižní spojce.
27. dubna 2016 vydal ROPID tiskovou zprávu, že se zabývá záměrem na vedení autobusů veřejné dopravy tunelovým komplexem Blanka a také sousedním Strahovským tunelem, ale že v současné době má tento záměr několik úskalí, které prozatím neumožňují jeho realizaci. Prvním uvedeným faktorem měla být obtížnost ukončení linky v oblasti Prahy 6, zejména v oblasti Vítězného náměstí, kde je největší zdroj a cíl cest. Druhým faktorem měl být vysoký nárůst intenzit dopravy ve Strahovském tunelu, přičemž nutná omezení na vjezdech by zejména ve špičkách způsobovala nepravidelnosti linek. Posledním faktorem by byla nutnost vynaložení dodatečných finančních prostředků o cca 75 milionů korun ročně (přičemž celkově měl být příspěvek města na pražskou MHD snížen z cca 18 miliard Kč v roce 2015 cca 14 miliard Kč v roce 2016 a dalších letech, zatímco tržby byly něco přes 4 miliardy Kč). Tím ROPID zdůvodnil, že v současné době zavedení autobusových linek tunely Městského okruhu neplánuje. Idnes.cz a po ní i další média téhož dne zprávu interpretovaly tak, že „hlavní příčinou se zdá paradoxně skutečnost, že by tunelová linka byla příliš oblíbená“, resp. že důvodem nezavedení nové linky je její potenciální oblíbenost.
Podle zprávy z prosince 2016 ROPID předložil dopravnímu výboru městského zastupitelstva dokument, kde posuzoval čtyři varianty zavedení autobusové linky a všechny vyhodnotil jako nereálné. Dvěma variantám (ze Smíchova na Vítězné náměstí a z Vítězného náměstí do Letňan) brání zásadní odpor Prahy 6 proti zavedení dalších autobusových linek na Vítězné náměstí, třetí variantě nepřipravenost komunikací. Uvažovaná linka z konečné Na Knížecí Strahovským tunelem přes Kajetánku a Dědinu na letiště by měla na Kajetánce problém odbočit do Radimovy ulice a vůbec jí projet. Čtvrtá uvažovaná linka, ze Smíchova na Prosek a do Letňan, která by vedla Strahovským tunelem a Blankou se zastávkou na Hradčanské, by byla příliš dlouhá, takže by hrozilo její časté zpožďování, a byla by nekonkurenceschopná vůči metru. Podle závěru studie tedy neexistuje možnost vedení autobusové linky tunely Městského okruhu, která by splňovala kritéria účelnosti a efektivity. Zvažovaných 70 milionů tak město může použít na posílení v jiných částech města. 17. ledna 2017 se k názoru ROPIDu přiklonil i dopravní výbor pražského zastupitelstva. Rozhodnutí na jednání výboru kritizoval opoziční zastupitel Mikuláš Ferjenčík ze strany Pirátů a označil je za velký neúspěch. Náměstek primátorky Petr Dolínek uvedl, že máme ekologičtější spojení, a navíc v tunelech je riziko nehody, uzávěr nebo změn provozu.
Návrh na zavedení autobusové linky tunelem od 25. listopadu 2017 do 16. února 2018, v testovací formě pouze mezi 8. a 20. hodinou, s intervalem 10 minut ráno a 15 minut dopoledne, se dostal na jednání rady města v úterý 31. října 2017. Zkušební provoz má být částečnou náhradou za přerušený provoz tramvají mezi Újezdem a Malostranskou plánovaný na stejné období. V návrhu byly podle Blesku obsaženy čtyři varianty tras: kromě cesty ze Smíchova na Hradčanskou také na Suchdol, Špejchar nebo na Petřiny. Podle Blesku se ROPID k návrhu vyjádřil negativně s námitkou, že nebude dostatek řidičů, pokud by zároveň nebyl o příslušný objem zredukován provoz na jiných linkách v Praze. Podle iDnes.cz naopak rada města jednala o návrhu ROPIDu a ten měl obsahovat tři varianty trasy, první by byla linka 126 z Knížecí na Dejvickou, druhá linka 126 z Knížecí na Hradčanskou, třetí varianta prodloužení linky 147 od Výhledů z Vítězného náměstí na Knížecí. Jednání rady města 31. října 2017 bylo přerušeno, protože politické kluby chtěly ještě před finálním rozhodnutím mezi sebou projednat jednotlivé trasy.

## Problémy a kritika

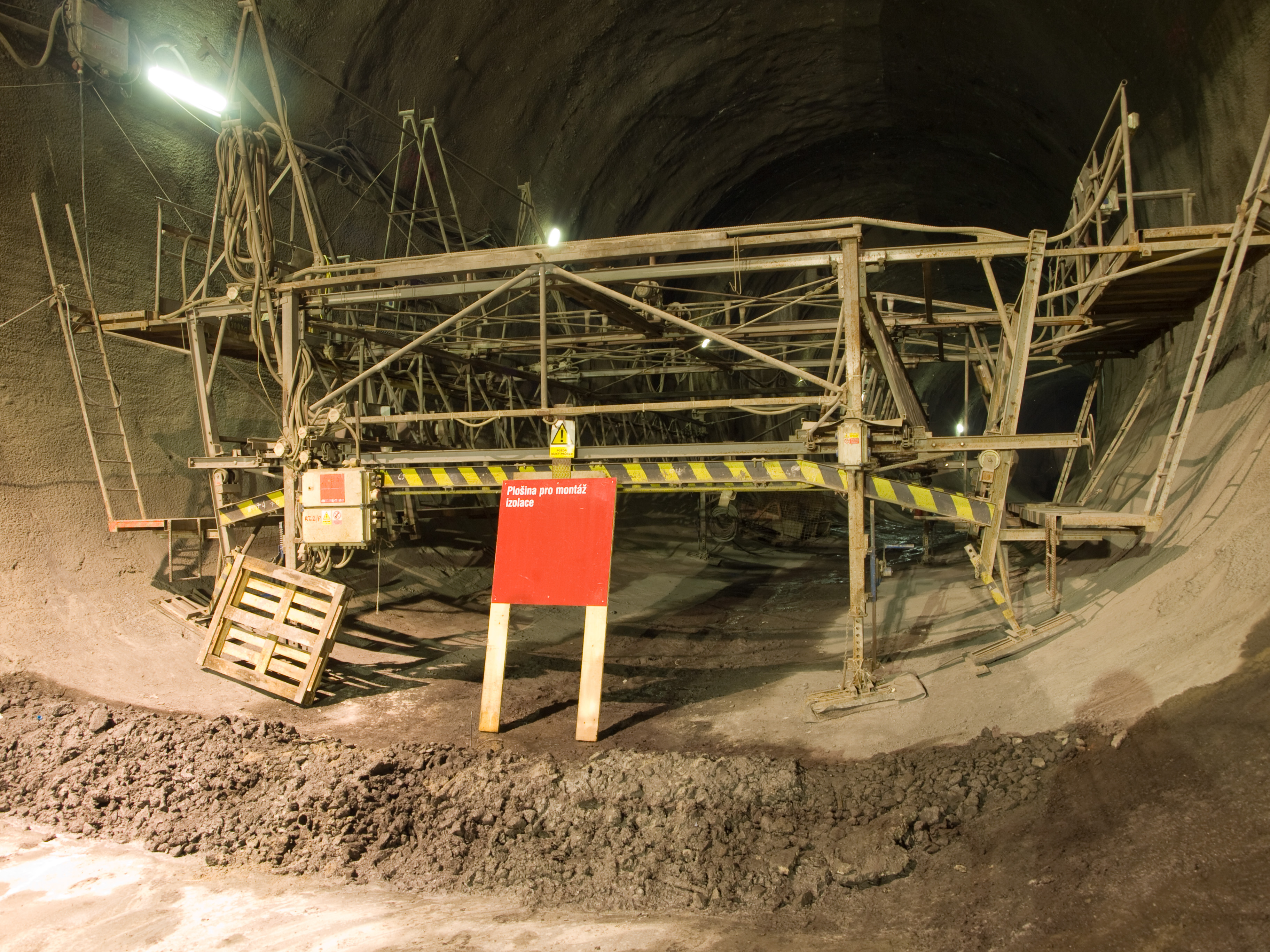
Plošina pro montáž izolace v tunelu

### Vliv na životní prostředí

#### Znečištění ovzduší
Vedení Prahy původně slibovalo, že tunel zlepší stav ovzduší ve městě. Měření v roce 2017 ukázalo, že zplodiny z dopravy přibyly a znečištění ovzduší překračuje povolené limity. V okolí výjezdů z tunelů a meziúrovňových křižovatek byly zaznamenány zvýšené hodnoty dusíku a prachových částic.
Praha 6 v reakci na stížnosti zpracovala projekt Zelená Malovanka, který měl zazelenit stejnojmennou mimoúrovňovou křižovatku a zlepšit místní pěší vazby. V roce 2020 se už s novými lávkami pro pěší nepočítalo, projekt nemá žádný časový harmonogram a jeho realizace je nejistá.

#### Zásahy do parků
Stromovka je od roku 1988 chráněnou přírodní památkou. Občanská sdružení, ekologičtí aktivisté a Strana zelených projekt Městského okruhu v této části města kritizovali, protože podle nich přivede do centra města další tisíce automobilů a zhorší tak kvalitu života. Stavba nikdy neprošla expertním posouzením podle vlivu na životní prostředí.
23. května 2008 upozornily Lidové noviny, že firma Metrostav postavila bez povolení v Letenských sadech komunikaci, která slouží k objíždění staveniště a nahrazuje tak ulici Milady Horákové.
V květnu 2009 zrušil Městský soud v Praze stavební povolení na část inženýrských sítí stavby. V březnu 2010 Nejvyšší správní soud toto rozhodnutí potvrdil, stavební firma Metrostav ovšem tvrdila, že ji investor neinformoval, a část nepovolené stavby již realizovala. Soud rozhodnutí zdůvodnil tím, že úřady při povolování stavby neprovedly dostatečnou analýzu dopadů stavby na životní prostředí.

### Cena

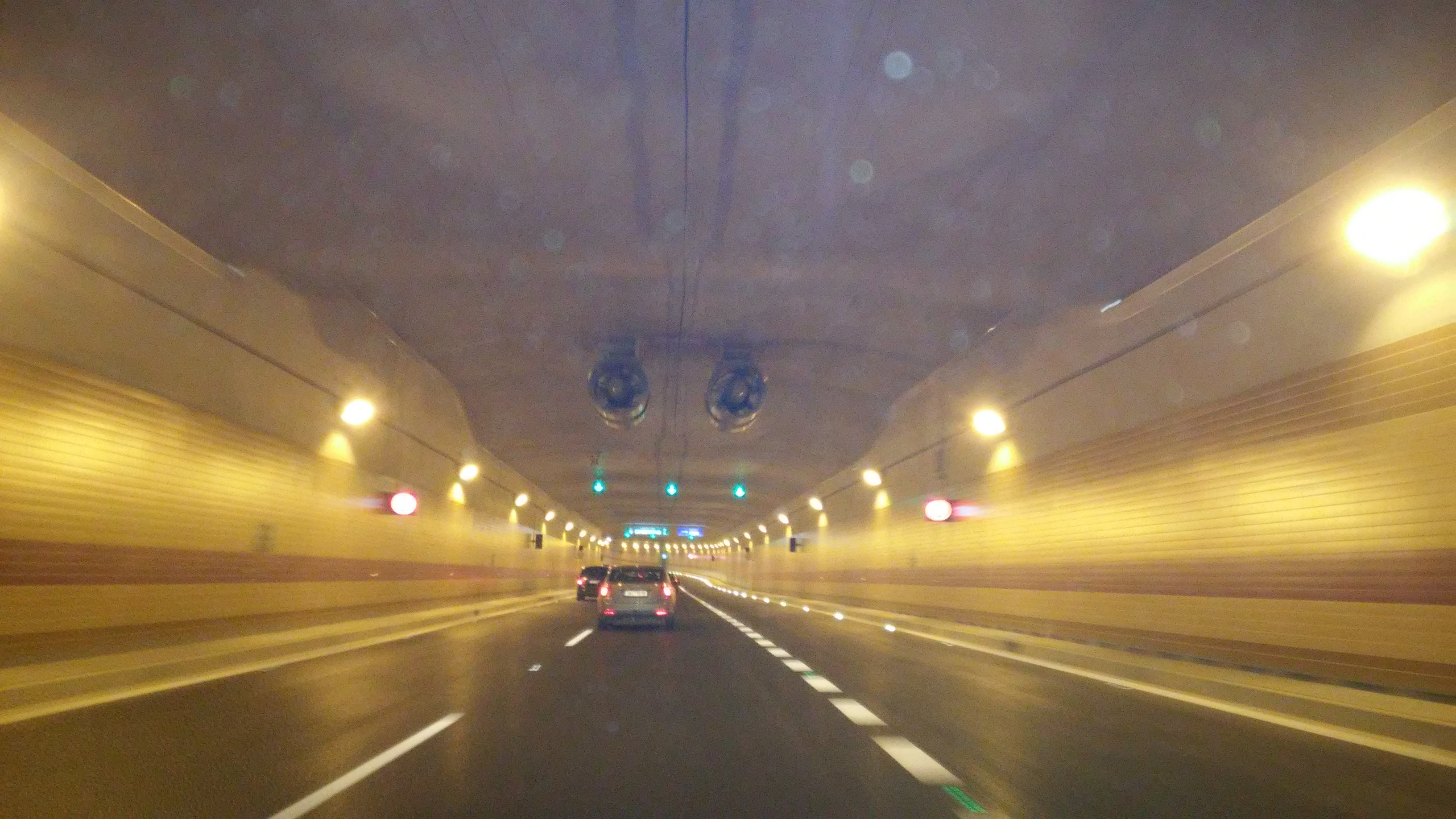
Bubenečský tunel, 2015

Oproti zpočátku očekávaným nákladům na výstavbu ve výši 21 miliard Kč má konečná cena dosáhnout výše cca 43 miliard korun (bez napojení na Strahovský tunel 37 miliard korun). Roční provozní náklady komplexu se v době otevření odhadovaly na výši tři sta milionů korun ročně.
Původní cena za stavební práce činila 17,2 mld. Kč bez DPH. Po propadech ve Stromovce byl nařízen bezpečnější, ale i dražší postup ražby. S dalšími požadavky na rozvoj města, například na opravu Letenského náměstí, změnu projektu Trojského mostu či protipovodňová opatření, vzrostla cena stavebních prací o 4 mld. Konečná částka za stavební práce je 26,3 mld Kč. Ta obsahuje upravenou cenu stavby a DPH, které se během stavby dvakrát zvýšilo. 
Cena za Blanku činila podle Tomáše Hudečka 36,7 miliardy korun. Na první pohled je tedy téměř o šestnáct miliard dražší, než být měla. To však dnes již pražští politici odmítají. „Už v roce 2006, kdy to zadávali, bylo jasné, že stavba bude stát 31 miliard korun. To znamená, že prodražení není z 21 na 37, ale je z 31 na 37,“ upozornil Tomáš Hudeček ve speciálním vysílání ČT z tunelu Blanka. Hudeček je přesvědčen, že exprimátor Bém kalkuloval pouze s cenou za hrubou stavbu bez technologií či valorizace, „aby tunel Blanka protlačil zastupitelstvem“.

### Navlhlé kabely
V únoru 2015 se zjistilo, že kabely, položené v tunelu o dva roky dříve, navlhly a bylo nutné je vyměnit. Pražská primátorka Adriana Krnáčová uvedla, že to projektoval „asi nějaký debil“. Později sdělila, že těch „debilů“ bylo nejspíš mnohem více a serveru Blesk.cz pak poslala při dotazu na svá ostrá slova obálku knihy „Spiknutí kokotů“ a v nadsázce ji označila za „příručku k orientaci v pražské politice“.
Technologické kabely v tunelu Blanka ukládaly pro ČKD minimálně čtyři různé firmy. Ty je nakupovaly od několika dodavatelů a jejich vlastnosti byly logicky odlišné. Podle znaleckého posudku, který si objednalo hlavní město Praha, se některé kabely pro použití ve vlhkém a mokrém tunelu ani nehodily. Analýza upozorňuje také na to, že nová kontrola izolačních vlastností kabelů začala na konci roku 2014. 
ČKD však od roku 2013 upozorňovala na pronikání vody do technických prostor, ačkoliv byl tunel projektován (SATRA a.s.) jako suchý s minimální definovanou přítomností vody včetně použité technologie. Pronikání vody bylo odstraněno stavbou (METROSTAV a.s.) vždy jen v úsecích budování technologie. Po každé pokládce bylo provedeno měření a vystavena revizní zpráva. Ale pak po uvedení kabelů do provozního stavu se tam voda po určitém čase vracela a stále vrací. Tímto stále nastávají komplikace s kabely, které nejsou projektované na stálou přítomnost vody i se sedimenty. Pronikání vody do chrániček je proto stále odstraňováno stavbou.

### Zhoršení dopravy
Oproti původním slibům, že tunel odlehčí dopravní situaci v Praze, se dopravní kongesce po vzniku tunelu Blanka zhoršily, a to zejména v Praze 6. Vedení této městské části dokonce v roce 2015 kvůli automobilovým zácpám požadovalo urychlené zbudování záchytných parkovišť a zákaz vjezdu kamionů do Patočkovy a Evropské ulice.
Podle analýzy spolku AutoMat celková doprava v Praze po výstavbě tunelu Blanka narostla o 11 % (včetně provozu v ulicích). Dopravní intenzity v centru Prahy sice krátce po otevření tunelu klesly, ale během několika let automobilová doprava opět narostla. Podle analýzy AutoMat tunel Blanka ročně vyprodukuje cca 40 milionů kg CO2, komplex navíc kvůli dopravní indukci “vytvořil” nových cca 700 tisíc kilometrů ujetých automobily denně.
Jakub Petříček, student Univerzity Karlovy, ve své bakalářské práci s názvem Změna intenzity silniční dopravy v Praze vlivem zprovoznění tunelového komplexu Blanka podotkl: „výstavba nových vysokokapacitních okružních komunikací musí jít ruku vruce spatřičnými doprovodnými opatřeními, které omezí dopravu například v centru města. Konkrétní kroky k omezení automobilové dopravy v centru města jsou podle práce například humanizace Severojižní magistrály, omezení automobilového tranzitu na Smetanově nábřeží, zavedení mýtného systému, či upřednostňování cyklistické dopravy a pěších v centru města.

### Technický dozor
V únoru 2010 získala Česká televize tajnou zprávu supervizora, ze které vyplývá, že stavba nemá dostatečný technický dozor.

### Propady půdy

#### Květen 2008

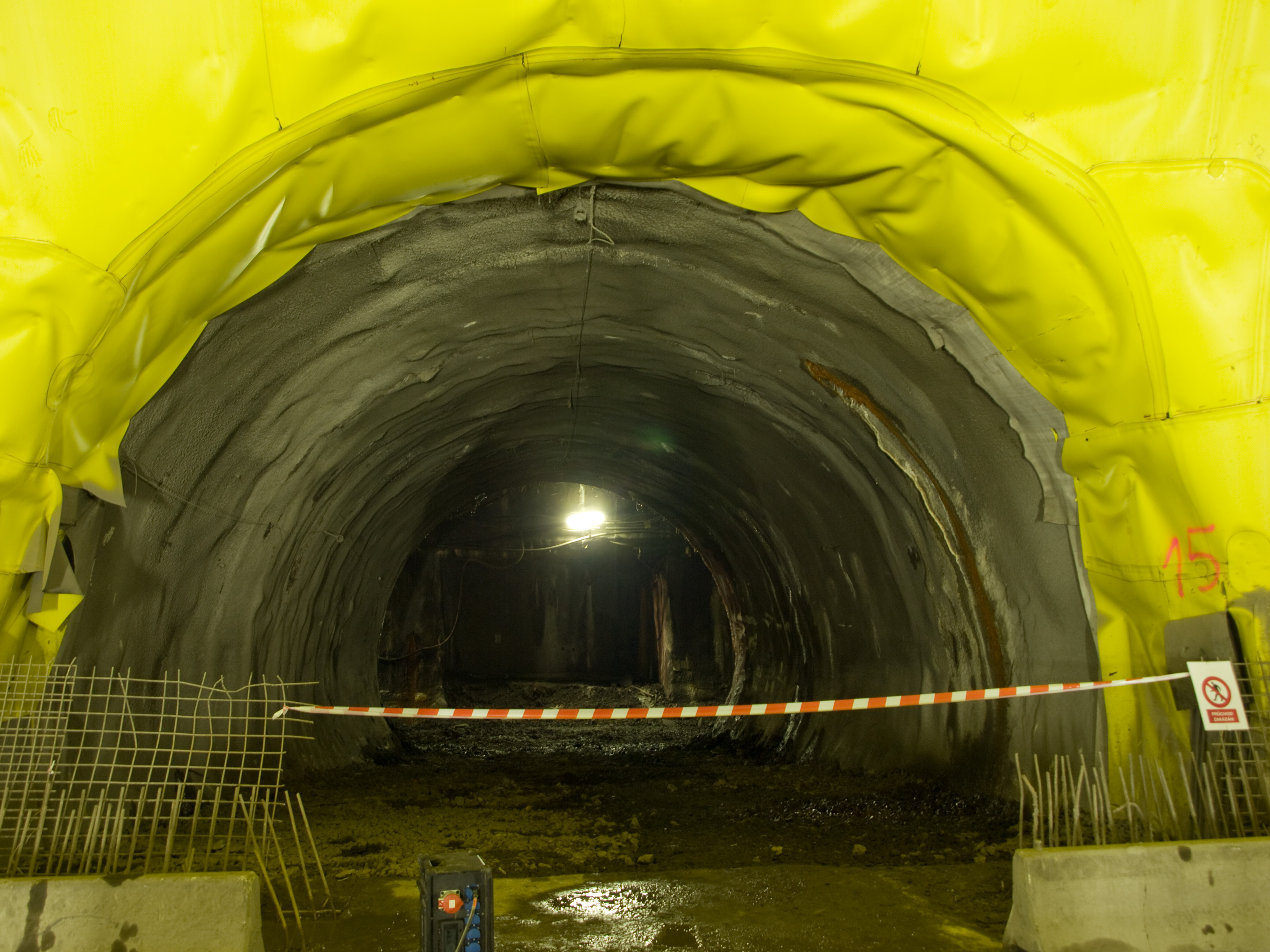
Izolace v průchodu mezi jižní a severní tunelovou troubou nedaleko místa prvního a druhého propadu (2010)

V květnu 2008 bylo během výstavby rozhodnuto o přeřazení stavby do složitější kategorie a zkrácení délky záběru z 1,5 m na 1m z důvodů nadvýlomů. V úterý 20. května 2008 kolem 4. hodiny ranní došlo poprvé během ražby k mimořádně velkému nadvýlomu (blok o velikosti 2m). Padající blok zdemoloval část ostění. Přes veškerou snahu se nadvýlom zvětšoval, až do něj pronikly zvodněné sedimenty. Kolem 6:30 vznikl nad tunelem Blanka v parku Stromovka, kráter o průměru 20 a hloubce přes 15 metrů. Při události nedošlo k žádnému zranění.
Metrostav a magistrát se bránily tím, že při takto složitých projektech jsou sesuvy půdy zapříčiněné vydatnými srážkami možným rizikem. Ředitel odboru městského investora Jiří Toman podle novinářů řekl: „Hodně pršelo. (…) Zemina se propadla do tunelu. Je to věc, která se stává.“ Koncem května 2008 podalo občanské sdružení Arnika „trestní oznámení na neznámého pachatele s podezřením na spáchání trestného činu obecného ohrožení“. Kritici stavby upozornili na fakt, že v den nehody podepsala Praha memorandum pěti evropských měst o parkové péči.
Policie trestní oznámení po prověření odložila, její postup prověřilo a potvrdilo i obvodní státní zastupitelství pro Prahu 7 a městské státní zastupitelství. Obvodní báňský úřad v Kladně událost vyšetřil a neshledal pochybení ani jednoho z účastníků výstavby.
Po události došlo k úpravě technologického postupu i výstroje výrubu, které měly za následek mj. zdražení stavby o cca 100 tis. Kč na metr délky tunelu. Také bylo vždy na povrchu nad místem ražby instalováno ochranné oplocení.

#### Říjen 2008

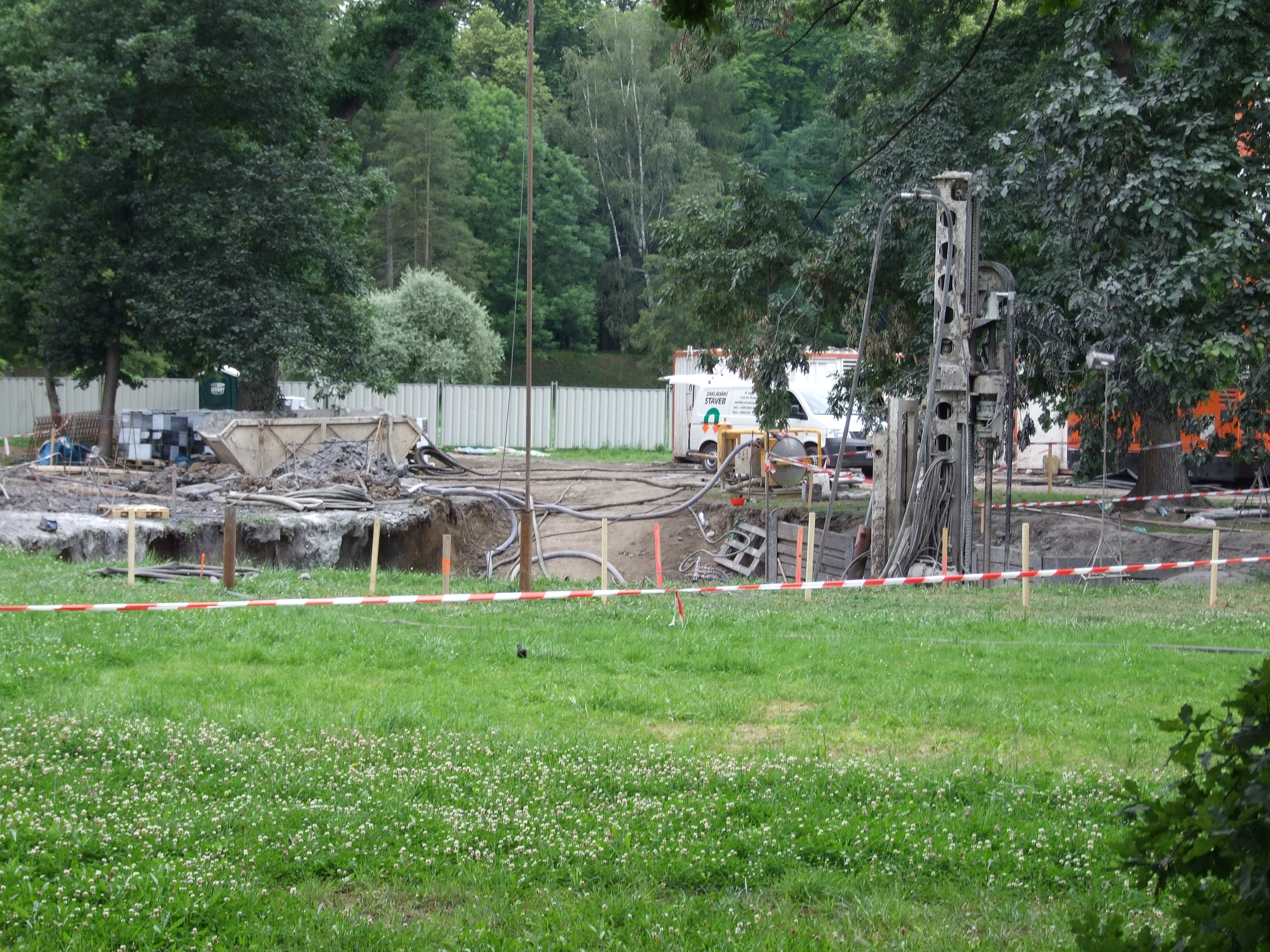
Druhá díra ve Stromovce (2008)

V neděli 12. října 2008 před desátou hodinou dopolední došlo poblíž k dalšímu propadu podobného rozsahu, o průměru 25 metrů a hloubce 16 metrů, nad místem, kde stavební firma rozšiřovala již vyraženou část tunelu. Hned po začátku propadu v podzemí začal zhotovitel zajišťovat místo na povrchu, takže ani tentokrát nebyl zraněn nikdo z procházejících ani z dělníků. Primátor Pavel Bém podle médií na místě těsně po události řekl: „Když se to stalo poprvé v květnu, řekl jsem dobře, může se to stát. Ale podruhé? Podám trestní oznámení na neznámého pachatele za obecné ohrožení. Chci znát jméno viníka.“
Expertiza ukázala, že v tomto místě bylo o 2 metry nižší skalní nadloží, než okolo. Svou roli mohlo sehrát i zemětřesení v západních Čechách (4,1 r.s.), nejsilnější za posledních 23 let. Po této události došlo k dalším opatřením na stavbě. Celkem opatření po obou mimořádných událostech zdražila stavbu v kritickém úseku (179 m) o cca 100 mil. Kč. Kdyby se však aplikovala na celý úsek pod Stromovkou, byly by vícenáklady větší o dalších 300 mil. Kč.

#### Červenec 2010

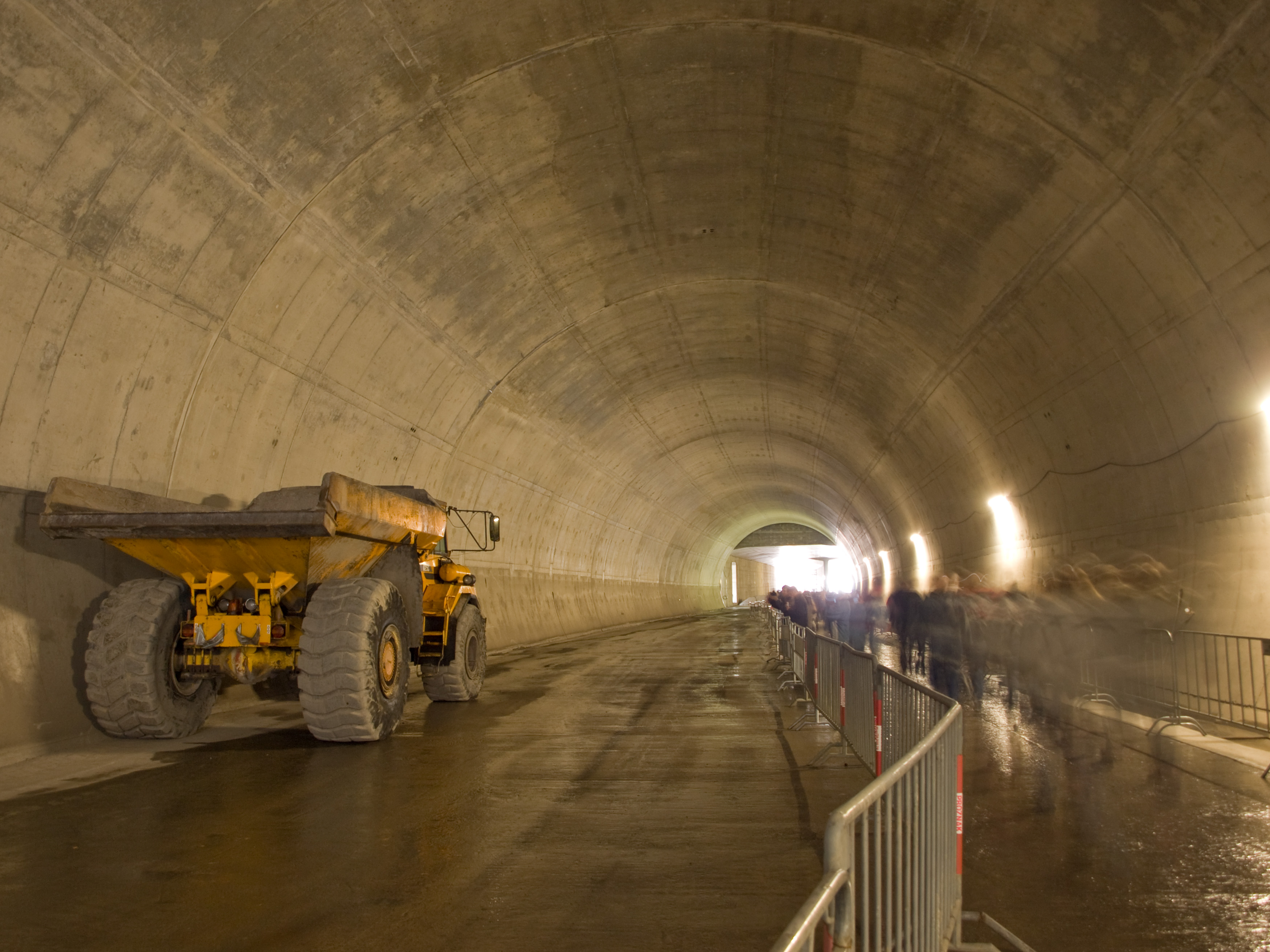
Rozšířená severní tunelová trouba u vyústění tunelu v Troji (2010)

Třetí propad půdy se udál 5. července 2010 přibližně půl hodiny před půlnocí, – některá média dokonce uváděla, že na dvou místech zároveň.
V tunelu pod křížením Patočkovy a Myslbekovy ulice byl zavalen bagrista i se svým strojem. Vyproštěn byl následujícího dne, tj. 6. července, po šesté hodině ranní bez viditelných zranění, přesto byl odvezen do nemocnice a posléze propuštěn do domácího léčení.
V areálu Ministerstva kultury v ulici Milady Horákové se propadla část parkoviště a zahrady. Vzniklý kráter měl průměr asi 15 metrů. Museli být evakuováni pracovníci ostrahy ministerstva a byla též omezena rychlost tramvají na blízké trati. Policie slíbila, že celý případ prošetří.
Škody způsobené propadem jsou odhadovány na desítky milionů Kč, 12. října 2010 se psalo o celkových hmotných i nehmotných škodách 6,5 milionu, 15. října 2010 byly zatím vyčísleny na výši minimálně 14 milionů Kč.
Podle prvotního vyšetřování bylo zjištěno, že se pod parkovištěm, kterému chybělo odvodnění a které nikdy nebylo zkolaudováno, nacházely zbytky středověkého bastionu. V tomto místě nebyla povolena průzkumná sonda. Spodní voda v kombinaci se sutí způsobila nestabilní prostředí, ve kterém došlo k propadu. Obvodní báňský úřad v Kladně na začátku října 2010 uložil společnosti Metrostav pokutu milion korun za pochybení spočívající v tom, že bylo příliš rychlé odstraňováno ostění v tunelu, což společně s nestabilním nadložím způsobilo prolomení primární výztuže a následně propad tunelu. Běžně se ražba provádí v maximálním záběru 2 až 2,5 metru, zde se prováděla po 5 metrech. Další příčinou byl dutý prostor mezi provizorní a definitivní výztuží, příčinou bylo nedostatečné dostříkání míst spojů. Metrostav se vzdal odvolání proti rozhodnutí a pokutě, i když mluvčí Metrostavu zdůraznil, že pochybení nebylo samotnou příčinou závalu; v případě odvolání a dalších průtahů by také Metrostavu hrozilo od města penále blížící se k 1 miliardě Kč. Hlavnímu městu zaplatil Metrostav 6,5 milionu Kč za nezávislé posudky propadu, které si město vyžádalo. Město požadovalo též 3 miliony Kč za poškození dobré pověsti města, tuto částku však Metrostav uhradit odmítl a Národohospodářská fakulta VŠE ve svém posudku vyčíslila, že poškození pověsti města se pohybuje jen v řádu statisíců Kč. Policie ČR v listopadu 2010 případ odložila s tím, že nebyla naplněna skutková podstata trestného činu.